# Manczarski Valley
Das Manczarski Valley (englisch, polnisch Dolina Manczarskiego) ist ein Tal mit einem kleinen See in den Bunger Hills an der Knox-Küste des ostantarktischen Wilkeslands. Es liegt in der Umgebung der polnischen Dobrowolski-Station.
Polnische Wissenschaftler benannten das Tal 1985 nach Stefan Manczarski (1899–1979), Sekretär der polnischen Kommission zur Durchführung des Internationalen Geophysikalischen Jahres (1957–1958).